# Phytoprotecteur

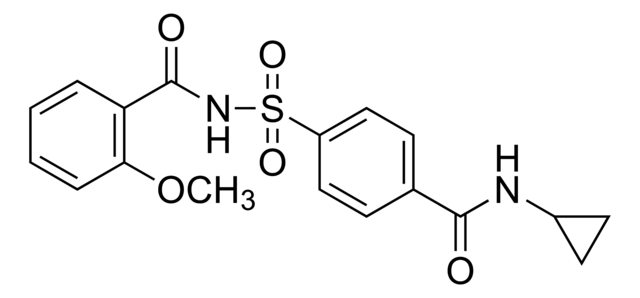
Cyprosulfamide

Un phytoprotecteur ou safener (de l'anglais, voulant dire "protecteur") est un composé chimique ayant comme caractéristique d'induire chez certaines plantes les mécanismes de détoxication endogène. Les phytoprotecteurs sont spécifiques de certaines espèces, ils peuvent ainsi être utilisés en combinaison avec des herbicides, pour préserver la culture traitée. Par exemple le Benoxacor est un phytoprotecteur spécifique du maïs, il est donc ajouté aux herbicides utilisés pour désherber les cultures de maïs.

## Mode d'action
L'effet des phytoprotecteurs se situe directement au niveau de la molécule d'herbicide, soit en empêchant physiquement celui-ci d'inter-agir ou de rejoindre sa cible, soit en modifiant chimiquement l'herbicide pour le rendre inactif.

## Liste de phytoprotecteurs
- benoxacor ou bénoxacor
- cloquintocet
- cyometrinil
- cyprosulfamide
- Dichlormide
- Dicyclonone
- dietholate
- fenchlorazole
- fenclorim
- flurazole
- fluxofénime
- furilazole
- Isoxadifène
- méfenpyr
- méphénate
- anhydride naphtalique
- oxabétrinil